# Traducció per al registre sanitari
La traducció per al registre sanitari és la traducció de la documentació relativa a l'aprovació i el compliment dels dispositius mèdics, productes farmacèutics i productes in vitro. Molts països d'arreu del món, incloent el Japó i els Estats Units, requereixen que els expedients d'aprovació de nous productes es presentin en els idiomes locals per ser llegits i analitzats pels òrgans reguladors. De la mateixa manera,s'ha de traduir la documentació associada als canvis dels productes o els informes de problemes als països que ho requereixen. A part de les habilitats lingüístiques, la traducció per al registre sanitari exigeix una formació específica i un coneixement detallat de la matèria.

## Exemples de traducció del registre sanitari
Alguns exemples dels tipus de documents de registre sanitari que requereixen traducció:
- Procediments de fabricació de recursos mèdics o medicaments
- Especificacions de disseny i mostres
- Avaluacions de riscos
- Documentació de química, fabricació i control (CMC)
- Informes de biocompatibilitat
- Expedients d'aprovació del registre sanitari
- Documents de l'expedient clínic (formularis de consentiment informat, formularis de recollida de dades, protocols)
- Instruccions per a l'ús dels medicaments o dels productes sanitaris

## Procés
La traducció per al registre sanitari sol ser un procés de diversos passos, que generalment es porta a terme a càrrec d'una agència de traducció que supervisa la gestió del projecte i tot l'equip lingüístic. Els processos del projecte poden incloure:
- Extracció del text del format de sortida
- Traducció: transformació del text de sortida cap al text meta
- Edició: revisió d'una altra persona per tal d'assegurar l'adhesió de la terminologia aprovada, l'estil adequat i la veu
- Publicació: retorn de la traducció al format original (Ex. processador de textos, pàgina web, programa e-learning)
- Correcció: la puntuació, els marges i els salts de pàgina
- Revisió al país: encarregat a un expert